# Diamysis pengoi
Diamysis pengoi är en kräftdjursart som först beskrevs av Voldemar Czerniavsky 1882.  Diamysis pengoi ingår i släktet Diamysis och familjen Mysidae. Inga underarter finns listade i Catalogue of Life.